# Douglas Shetland
Douglas Shetland es un personaje de la saga de Splinter Cell.
Douglas podría haber ocupado el lugar de Sam Fisher en Third Echelon.
Es un antiguo miembro de la marina de los Estados Unidos donde era compañero de Sam en Navy Seals. Antes de que Sam lo matara en Splinter Cell Chaos Theory, era el director general de una agencia de mercenarios llamada Displace International, que tenía tratos con el ejército de los Estados Unidos.
Douglas Shetlan fue capturado como rehén por Suhadi Sadono en Splinter Cell Pandora Tomorrow hasta que Sam le rescató. En el tercer juego (Splinter Cell Chaos Theory), el equipo de Third Echelon descubrió que trabajaba con terroristas y Sam se ve obligado a matarlo, a pesar de ser uno de sus mejores amigos.
- Datos: Q11681176